# Universität Mannheim
Die Universität Mannheim ist eine Universität im baden-württembergischen Mannheim. Gegründet 1907 als Städtische Handels-Hochschule und seit 1967 Universität, zählt sie zu den jüngeren Universitäten Deutschlands. Sie ist beheimatet im Mannheimer Schloss und sieht sich in der Tradition der 1763 gegründeten Kurpfälzischen Akademie der Wissenschaften.
Die Universität verfügt über fünf Fakultäten:
- Volkswirtschaftslehre und Rechtswissenschaften
- Betriebswirtschaftslehre
- Sozialwissenschaften
- Philosophie
- Wirtschaftsinformatik und Wirtschaftsmathematik

2005 wurde zusätzlich die Mannheim Business School gegründet, die kostenpflichtige MBA-Studiengänge und Management-Weiterbildungen anbietet. 2007 folgte die Graduiertenschule GESS, die von der Exzellenzinitiative des Bundes gefördert wird.
Das Universitätsklinikum Mannheim hingegen gehört nicht zur Universität Mannheim, sondern ist der Universität Heidelberg angegliedert.
Die Universität bietet die Abschlüsse Bachelor, Master und Staatsexamen an. Mannheim ist für seine Interdisziplinarität bekannt; viele Studienfächer, beispielsweise in den Sozialwissenschaften, der Informatik, den Rechts- oder Geisteswissenschaften, bieten die Möglichkeit, fundierte wirtschaftswissenschaftliche Kenntnisse neben dem Hauptfach zu erwerben. Besonders zu erwähnen ist der Bachelorstudiengang Unternehmensjurist (LL.B.), der nach drei Jahren in einem juristischen-betriebswirtschaftlichen Abschluss endet, zu einem Masterstudium in Betriebswirtschaftslehre oder Rechtswissenschaft berechtigt und gleichzeitig – Mannheimer Modell – als Zwischenetappe des Staatsexamens anerkannt wird.

## Geschichte

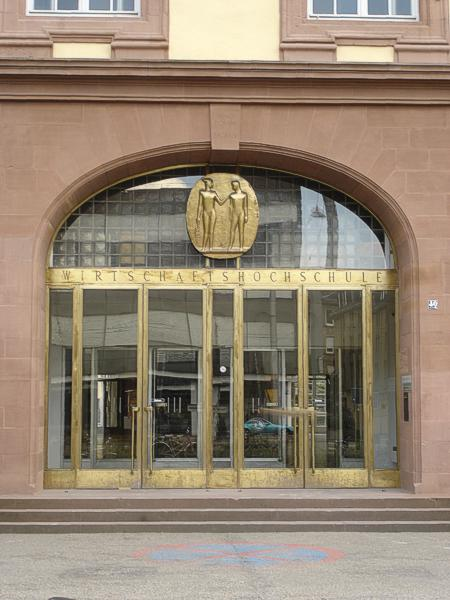
Haupteingang der Universität Mannheim mit dem alten Schriftzug der Wirtschaftshochschule

Die Universität Mannheim hat einen historisch bedingten wirtschaftswissenschaftlichen Schwerpunkt. Ihre Wurzeln reichen zurück ins Jahr 1907, als auf Initiative von Mannheimer Bürgertum und Handelskammer die Städtische Handels-Hochschule gegründet wurde.
Das spätere Signet der Universität Mannheim – und zuvor schon der Wirtschaftshochschule Mannheim – zeigt das Mannheimer Schloss und die Quadratestadt Mannheim und erinnert an die langjährige Verbundenheit der Universität mit der Stadt Mannheim. Die Umschrift IN OMNIBUS VERITAS ist der Satzung des pfälzischen Kurfürsten Karl-Theodor entnommen, mit der dieser 1763 die Kurpfälzische Akademie der Wissenschaften ins Leben rief: „In omnibus veritas suprema lex esto!“ (Wahrheit in allem sei höchstes Gebot!).

### Kurpfälzische Akademie der Wissenschaften zu Mannheim (1763–1803)
Die als historische Vorgängerin der Universität Mannheim zu wertende Kurpfälzische Akademie der Wissenschaften war am 15. Oktober 1763 von Carl Theodor, Kurfürst von der Pfalz, gegründet worden. Dessen Regierungszeit in den kurpfälzischen Residenzen Mannheim und Schwetzingen von 1742 bis 1777 hatte eine außergewöhnlich große Bedeutung für die kulturelle, ökonomische und infrastrukturelle Entwicklung des süddeutschen Raumes in der zweiten Hälfte des 18. Jahrhunderts.
Die Kurpfälzische Akademie der Wissenschaften hatte drei Fakultäten:
- Erste Sektion: Die Historische Klasse
- Zweite Sektion Die Naturwissenschaftliche Klasse
- Dritte Sektion (seit 1780): Die Meteorologische Klasse

Die besondere Förderung der Akademie erlitt 1778 einen Rückschlag, als Kurfürst Carl-Theodor Kur-Bayern erbt und seine Residenz nach München verlegt. Schließlich verliert Bayern im Reichsdeputationshauptschluss von 1806 den rechtsrheinischen Teil der Kurpfalz mit Mannheim und Heidelberg an das Großherzogtum Baden.
Die Mannheimer Akademie der Wissenschaften war jedoch bereits 1803 geschlossen worden. Der Magistrat der Stadt Mannheim richtete deswegen am 12. Mai 1804 eine Bittschrift an den Großherzog von Baden in Karlsruhe bezüglich ihrer Wiedererrichtung, ohne jedoch Gehör zu finden.

### Handelshochschule Mannheim (1907–1933)
Die von 1779 bis 1817 in Mannheim bestehende Handelsschule für Kaufmannssöhne (später: Großherzoglich Badische Handelsakademie) kann als Vorstufe der Handelshochschule in Mannheim angesehen werden. Aber auch danach entwickelte sich die Industrie- und Handelsstadt Mannheim in allen Lebens- und Wirtschaftsbereichen, so dass weiter nach anspruchsvollen Bildungsmöglichkeiten gesucht werden musste. Seit dem
- 18. Juli 1905 organisierte der vom Mannheimer Oberbürgermeister Otto Beck mit der Leitung des städtischen Hochschulwesens betraute Bernhard Weber Handelshochschulkurse für berufstätige Kaufleute und Angestellte. Unterstützung kam von der Mannheimer Handelskammer, engagierten Unternehmern und Heidelberger Universitätsprofessoren – hier vor allem vom Nationalökonomen Eberhard Gothein. Diese Kurse, beginnend am
- 16. Oktober 1905 – sollten auf akademischem Niveau kaufmännische Fortbildung erreichen. Dies war die eigentliche Keimzelle der späteren Städtischen Handelshochschule Mannheim. Als Zeitpunkt für deren feierliche Eröffnung durch den 81-jährigen Großherzog von Baden, Friedrich I., wurde der
- 13. Oktober 1907 in Aussicht genommen. Dieser starb jedoch völlig unerwartet am 28. September. Es wurde Staatstrauer verhängt, und die Eröffnung musste verschoben werden. Ungeachtet dessen begann die Stadt Mannheim den inoffiziellen, aber vorbereiteten Vorlesungsbetrieb im Wintersemester 1907/08 mit 15 Vollstudenten. Somit kann
- 1907 als Gründungsjahr der Hochschule und späteren Universität angesehen werden. Erster Studiendirektor war der Nationalökonom Sigmund Schott, hauptberuflich Direktor des Statistischen Amtes der Stadt Mannheim. Schließlich traf in Mannheim aus der badischen Residenzstadt Karlsruhe am
- 3. April 1908 die Genehmigung der Städtischen Handelshochschule aufgrund des Gründungserlasses seines Sohnes und Nachfolgers, Großherzog Friedrich II., ein. Damit kann das Sommersemester 1908 als das erste offizielle Semester – dann schon mit 39 Vollstudenten – bezeichnet werden. Im gleichen Semester wurde auch der Allgemeine Studentenausschuss mit Adolf Seitz als Vorsitzendem nach dem Muster der Universität Heidelberg ins Leben gerufen

Studiendirektor Schott und – seit dem Wintersemester 1909/10 – Martin Behrend als dessen hauptberuflicher Nachfolger leiteten die Hochschule zusammen mit Schulrektor Bernhard Weber bis zum Wintersemester 1911/12. Die Hochschule erhielt das großzügig ausgestattete Engelhorn'sche Haus im Quadrat A 1 in bester Innenstadtlage an der Kurpfalz-Straße neben der Jesuitenkirche und gegenüber dem Westflügel des Schlosses.
Die Mannheimer Wirtschaft unterstützte die Hochschule weiterhin: Bis 1911 wurden für die Hochschule mehrere Vermögensfonds angelegt, insbesondere erbrachte die großzügige Stiftung des Heinrich-Lanz-Gedächtnisfonds eine Million Mark. Mit dieser Eigenkapitalbasis konnte die Stadt Mannheim schließlich die Regierung zur Übernahme der Hochschule bewegen. Ab
- 21. Juli 1911 wurde die Städtische Handelshochschule Mannheim durch Erlass von Großherzog Friedrich II. von Baden zur Anstalt des Öffentlichen Rechts und erhielt am 1. Juli 1911 eine neue Rektoratsverfassung. Erster Rektor der nunmehr Staatlichen Handelshochschule Mannheim wurde zum Sommersemester 1912 Charles Glauser.

Die Studiendauer war zunächst auf vier Semester angelegt, erst 1925 erhöhte man sie auf drei Jahre. Als Voraussetzung reichte zunächst die Mittlere Reife. Ebenfalls von 1925 an war dann lt. Satzung das Abitur die Regelmäßige Voraussetzung. Man hielt jedoch begabten Nichtabiturienten den Zugang unter Ablegung einer Ergänzungsprüfung offen.
Die Hochschule bildete zunächst nur junge Diplom-Kaufleute (Dipl.-Kfm.) und Diplom-Handelslehrer (Dipl.-Hdl.) aus, verwandelte sich aber schließlich bis 1933 in ein Zentrum höherer Bildung. Neben Veranstaltungen in Wirtschaftswissenschaften, Bürgerlichem und Handelsrecht wurden Vorlesungen in Philosophie, Geschichte, Kunst und in den Naturwissenschaften angeboten. Hinzu kamen das Institut für Psychologie und Pädagogik sowie ein Dolmetscherinstitut. Die Hochschule erhielt aber 1929 auch das Recht der Promotion zum Dr. rer. oec. Erster Ehrendoktor wurde 1932 der Mannheimer Oberbürgermeister Hermann Heimerich.
Um akademische Anerkennungen auszusprechen, konnte die Hochschule bis dahin nur den Titel eines Ehrenbürgers nutzen. Hiermit wurde 1924 Eberhard Grothein zu seinem 70. Geburtstag geehrt. Der 65-jährige Sigmund Schott, Ehrenbürger der Stadt Mannheim, wurde dann 1933 mit seiner Pensionierung zum zweiten Ehrendoktor der Handelshochschule ernannt.
Die Machtergreifung durch die NSDAP im Deutschen Reiche hatte unerwartete Folgen: Die Handelshochschule wurde nach dem Sommersemester 1933 völlig unerwartet geschlossen. Sie wurde zum 15. Oktober in die mit zwei betriebswirtschaftlichen Ordinariaten reorganisierte Staats- und Wirtschaftswissenschaftliche Fakultät der Universität Heidelberg eingegliedert. Die Abwicklung erfolgte durch ein gerade als Dipl.-Kfm. graduiertes junges Mitglied des NS-Studentenbundes, das später zum Kommissar für die Überleitung der Mannheimer Hochschule ernannt wurde.
Während 1923 noch ca. 800 Studenten an der Handelshochschule immatrikuliert waren, hatte diese im Auflösungsjahr 1933 nur noch ca. 600 Studenten, die in Heidelberg eine neue Bleibe finden mussten. In Mannheim verloren 31 Dozenten ihren Arbeitsplatz.
Davon wurden nur zwei von Heidelberg übernommen: der betriebswirtschaftliche Ordinarius und damalige Mannheimer Rektor Heinrich Sommerfeld für das erste Ordinariat und der betriebswirtschaftliche Privatdozent Fritz Fleege-Althoff. Außerdem erhielt der seit 1927 an der Mannheimer Hochschule tätige wissenschaftliche Assistent Walter Thoms, seit 1932 NS-Parteimitglied und noch 1933 in Mannheim habilitiert, im gleichen Jahr eine Privatdozentur in Heidelberg; er versuchte – ab 1. April 1937 planmäßiger außerordentlicher Professor – von dort eine Nationalsozialistische Betriebswirtschaftslehre zu begründen. Erst 1937 wurden auch Sommerfels und Fleege-Althoff Mitglieder der NSDAP. Der Mannheimer Ordinarius Walter le Coutre wurde trotz Dozentenmangels nicht auf das zweite verfügbare betriebswirtschaftliche Ordinariat berufen. Dieses blieb unbesetzt.
Während des Nationalsozialismus überlebten nach 1940 von den 14 jüdischen Dozenten der einstigen Handelshochschule nur drei den Holocaust. Unter den Opfern ist auch der Leiter des Psychologischen Instituts und Rektor der Handelshochschule Otto Selz sowie die jüdische Witwe Alice des Jura-Dozenten Adolf Brehm und deren Mutter Emmy Stern. Die Otto-Selz-Straße, die von Osten ausgehend um die Universität führt, erinnert an den anerkannten Erforscher von Denkprozessen.
Die Gründe für die Schließung der Mannheimer Hochschule innerhalb eines halben Jahres nach der NS-Machtergreifung liegen im Dunkeln: Waren finanzielle Gründe ausschlaggebend? War es die Antipathie führender Nationalsozialisten gegenüber der Hochschule, der so viele jüdische Dozenten angehörten?

### Wirtschaftshochschule Mannheim (1946–1967)
Die Handelshochschule wurde nach dem Zweiten Weltkrieg zum Wintersemester 1946/47 als Wirtschaftshochschule Mannheim (WHM) neu gegründet. Die WH Mannheim hatte 12 Gründungsdozenten und 586 Studierende; dazu gehörten als ehemalige Handelshochschul-Dozenten der Wirtschaftswissenschaftler Walter Le Coutre, der Psychologe Edmund Lysinski und der Pädagoge Adolf Willareth. Walter Thoms nahm von 1957 bis 1966 einen Lehrauftrag wahr.
Die 50-Jahr-Feier der Wirtschaftshochschule wurde unter dem Rektorat von August Marx am 9., 10. und 11. Dezember 1957 festlich begangen. Anlässlich mehrerer akademischer Festakte wurden im Musensaal des Mannheimer Rosengartens Ehrensenatoren und Ehrenbürger ernannt sowie Ehrenpromotionen vollzogen. Zu den Ehrendoktoren der Hochschule gehören nunmehr Hermann Josef Abs, Oskar Anderson, Karl Barich, Oskar Morgenstern, Friedrich von Bassermann-Jordan, Eduard Spranger, Rudolf Seyffert und Hans Carl Nipperdey.
Die Wirtschaftshochschule übernahm zu Beginn der 1960er Jahre die Patenschaft für die Handelshochschule Königsberg.

### Universität Mannheim (seit 1967)
Seit der offiziellen Ernennung zur Universität im Dezember 1967 sind die Studierendenzahl und das Fächerangebot stark gewachsen. Damals waren es 3.108, 1975 sind es bereits 6.166 Studierende. 1967 umfasste der Lehrkörper 68 Dozenten und 121 Wissenschaftliche Assistenten, 1975 163 Dozenten und 182 Wissenschaftliche Assistenten.
In den Jahren 2016/17 bemühte sich die Universität Mannheim erfolglos um die Etablierung einer Außenstelle in Heilbronn mit wirtschaftswissenschaftlichem Profil, die aus Mitteln der in Neckarsulm ansässigen Dieter-Schwarz-Stiftung hätte finanziert werden sollen. Die Universität Mannheim hatte in den Verhandlungen das Nachsehen gegenüber drei anderen Universitäten, darunter auch die TU München.
Im August 2020 initiierte und bildete die Universität Mannheim gemeinsam mit Universitäten aus sechs europäischen Ländern die Europäische Universität ENGAGE.EU. 2022 wuchs diese Allianz auf nun neun Universitäten mit mehr als 100.000 Studierenden. Die Europäische Union fördert ENGAGE.EU in den nächsten drei Jahren mit fünf Millionen Euro. Insgesamt beläuft sich das Finanzvolumen auf fast acht Millionen Euro. Koordiniert wird die Europäische Universität von der Universität Mannheim.

## Rektoren
- 1909–1911: Sigmund Schott (1868–1953)
- 1911–1912: Martin Behrend (1865–1926)
- 1912–1914: Charles Glauser (1868–?)
- 1914–1918: Heinrich Nicklisch (1876–1946)
- 1918–1921: Viktor Pöschl (1884–1948)
- 1921–1923: Max Rumpf (1878–1953)
- 1923–1925: Samuel Paul Altmann (1978–1933)
- 1925–1927: Heinrich Sommerfeld (1884–1950)
- 1927–1929: Walther Tuckermann (1888–1950)
- 1929–1930: Otto Selz (1881–1943)
- 1930–1931: Wilhelm Ludewig (1891–1945?)
- 1932–1933: Heinrich Sommerfeld (1884–1950)
- 1946–1947: Walter Waffenschmidt (1887–1980)
- 1949–1950: Walter Le Coutre (1885–1965)
- 1950–1952: Karl-Heinz Below (1906–1984)
- 1952–1953: Franz Haas (1895–1955)
- 1953–1954: Hermann Krause (1902–1991)
- 1954–1955: Eduard Willeke (1899–1974)
- 1955–1957: Franz Josef Brecht (1899–1982)
- 1957–1959: August Marx (1906–1990)
- 1959–1960: Reinhard Haferkorn (1899–1983)
- 1960–1961: Franz Josef Brecht (1899–1982)
- 1961–1963: Curt Sandig (1901–1981)
- 1963–1964: Walter Mönch (1905–1994)
- 1964–1966: Gert von Kortzfleisch (1921–2007)
- 1966–1967: Knut Borchardt (1929–2023)
- 1967–1968: Rudolf Wildenmann (1921–1993)
- 1968–1969: Rainer Gruenter (1918–1993)
- 1969: Rudolf Wildenmann (1921–1993)
- 1969–1970: Hans Martin Pawlowski (1931–2016)
- 1970–1973: Gerhard Zeitel (1927–1991)
- 1973–1976: Eduard Gaugler (1928–2014)
- 1976–1979: Rudolf Wildenmann (1921–1993)
- 1979–1982: Heinz König (1927–2002)
- 1982–1985: Gerd Roellecke (1927–2011)
- 1985–1988: Heinrich Chantraine (1929–2002)
- 1988–1994: Otto H. Jacobs (* 1939)
- 1994–2001: Peter Frankenberg (* 1947)
- 2001–2012: Hans-Wolfgang Arndt (* 1945)
- 2012–2018: Ernst-Ludwig von Thadden (* 1959)
- 2018–2024: Thomas Puhl (* 1955)
- seit 1. Oktober 2024: Thomas Fetzer (* 1974)

## Profil

### Campus
Ein großer Teil der Universität Mannheim befindet sich im Schloss Mannheim, einem der größten Barockschlösser Europas. Mit Hilfe von Unternehmen, Stiftungen und privaten Förderern wurden in den 2000er Jahren Hörsäle und Bibliotheken in der Aktion „Renaissance des Barockschlosses“ renoviert und mit modernster Technik ausgestattet. Das Campus-Projekt wurde bis 2015 als „Renaissance 2.0“ fortgesetzt. Der Campus wird in einen Campus Ost (Gebäude vom Bahnhof bis zum Schloss und L 1, 1) und einen Campus West (A 3, A 5 und B 6) unterschieden.

### Rankings, Auszeichnungen
In der Betriebs- und Volkswirtschaftslehre und den Sozialwissenschaften zählt sie gemäß Rankings, Auszeichnungen und Evaluationen zu den besten deutschen Hochschulen. Im Ranking der Zeitung WirtschaftsWoche, bei dem über 500 Personalverantwortliche der größten deutschen Unternehmen befragt werden, belegten im Jahr 2023 die Fächer Betriebswirtschaftslehre, Volkswirtschaftslehre sowie Wirtschaftsinformatik der Universität einen Platz innerhalb der Top 10. In der Betriebswirtschaftslehre erreichte die Universität Mannheim siebzehn Mal den ersten Platz. Auch in der Volkswirtschaftslehre stellte sie sowohl 2012 als auch 2013 den ersten Platz. Im CHE-Ranking 2011 belegten sowohl die Geisteswissenschaften als auch Wirtschaftswissenschaften Spitzenplatzierungen. In insgesamt vier Fächern hat die Universität die bundesweit beste Bewertung erhalten: in BWL, VWL, Politikwissenschaft und Soziologie. Im CHE-Ranking aus 2014 erreichte die Universität Mannheim in BWL die Gruppe der bestplatzierten staatlichen Universitäten, in VWL die deutschlandweite Spitzengruppe. Auch die universitätsnahen Forschungsinstitute MZES, GESIS, insbesondere aber das ZEW, haben sich bundesweit ein Renommee erarbeitet. Die angegliederte Graduate School of Economic and Social Sciences (GESS) wird bis 2017 im Rahmen der Exzellenzinitiative des Bundes und der Länder gefördert.
Auch im internationalen Vergleich erreicht die Universität hohe Bewertungen. So belegte die Mannheimer Fakultät für Betriebswirtschaftslehre im Jahr 2016 im Ranking der Financial Times im Bereich „Masters in Management Ranking“ im Vergleich internationaler Hochschulen Rang 14. Beim Verhältnis von Gehalt der Absolventen drei Jahre nach Abschluss und den Studienkosten schnitt Mannheim als neuntbeste Institution im Ranking ab. Im internationalen Business-School-Ranking (Welt außer USA) von Bloomberg Businessweek im Jahr 2015 erreichte die Universität Mannheim den 17. Platz und liegt damit vor dem Imperial College London. In einer in der New York Times veröffentlichten Umfrage landete die Universität Mannheim als drittbeste deutsche Universität auf Platz 52. Beim Global MBA Ranking der Financial Times erreichte die Mannheim Business School 2016 weltweit Platz 49 und damit Platz 1 im deutschsprachigen Raum und eine Platzierung innerhalb der Top 20 in Europa. Im weltweiten Times Higher Education (THE) World University Ranking erreichte die Universität Mannheim im Bereich der Wirtschaftswissenschaften als beste deutschsprachige Universität Platz 23, im Bereich des Sozialwissenschaften Platz 55 und im gesamtuniversitäten Ranking Platz 102, Nummer 10 in Deutschland und einzige Universität ohne Naturwissenschaften oder Medizin in Deutschland.
Die Internetseite MBA50.com, die sich als Plattform der besten Wirtschaftshochschulen der Welt versteht, verschmilzt europäische Rankinglisten (u. a. von Businessweek, Financial Times, Economist und Forbes) zu einer Art Superranking. Die Mannheim Business School (MBS) liegt hier auf Rang 14.
Neben ihren Forschungs- und Lehrangeboten wurden auch Serviceleistungen der Hochschule ausgezeichnet. So prämierte 2001 der Stifterverband für die Deutsche Wissenschaft die Universität Mannheim für die beste Alumniarbeit im deutschsprachigen Raum. Mit 13,6 Mio. € war im Jahr 2003 die Universität Mannheim die erfolgreichste Universität auf dem Gebiet des Fundraising in Deutschland, vor der Universität Witten/Herdecke (11,6 Mio. €) und der TU München (7,6 Mio. €).
Michael Hartmann untersuchte 2014 die Bildungsbiografien von 529 Vorstandsmitgliedern der 100 größten deutschen Unternehmen. 13 Absolventen der Universität waren in den untersuchten Firmenvorständen vertreten.

### Studiengänge
Zu den größten zulassungsbeschränkten Studiengängen bezogen auf die Studienplätze pro Jahr gehören die Bachelorstudiengänge Betriebswirtschaftslehre (410), Unternehmensjurist (274), Wirtschaftspädagogik (230), Volkswirtschaftslehre (220), Politikwissenschaft (135), Soziologie (113), Psychologie (110) und Wirtschaftsmathematik (105) sowie der Masterstudiengang Mannheim Master in Management (348).

### International
Die Universität Mannheim pflegt Kontakte mit mehr als 450 wissenschaftlichen Einrichtungen in aller Welt. Sie unterhält eine Vielzahl von Austauschprogrammen und bietet mehrere internationale Studiengänge und Doppeldiplome an. Die Semesterzeiten orientieren sich am international vorherrschenden Rhythmus mit Vorlesungen von September bis Dezember und Februar bis Juni. Die Einführung des European Credit Transfer System (ECTS) erleichtert zudem sowohl deutschen Studierenden Studienaufenthalte im Ausland als auch ausländischen Studierenden ihr Studium in Mannheim. Kennzeichnend sind außerdem mehrere international ausgerichtete Master-Studiengänge:
- MBA an der Mannheim Business School
- Mannheim Master in Management
- Master Political Science
- Master Economics
- Master of Comparative Law
- Master of Arts Intercultural German Studies (Joint Degree mit der Universität Waterloo)

### Profilschärfung
Das Profil der Universität Mannheim ist geprägt von den Wirtschafts- und Sozialwissenschaften. Die Philosophische Fakultät ist nach der BWL die zweitstärkste Fakultät und bietet neben Geschichte, Medien- und Kommunikationswissenschaft, Germanistik, Anglistik und Romanistik auch Philosophie. Typisch für Mannheim sind Studiengänge mit wirtschaftswissenschaftlicher Komponente wie der Bachelor und Master „Kultur und Wirtschaft“ oder der Studiengang „Unternehmensjurist/in“. VWL, Soziologie, Politik und Psychologie sind traditionell stark in Mannheim. Auch Mathematik und Informatik bzw. Wirtschaftsinformatik können an der Universität Mannheim studiert werden. Die Profilbildung fand in den 2000er Jahren unter den Rektoren Frankenberg und Arndt statt und war nicht unumstritten. Höhepunkt der öffentlich geführten Diskussion war u. a. ein Artikel der FAZ unter dem Titel Studenten sind keine Nutztiere, der am 25. Oktober 2006 erschien. Der Prozess wurde abschließend als vorbildliche Reform einer Universität bewertet.

## Fakultäten
Die Universität Mannheim bietet derzeit in fünf Fakultäten 14 Bachelor-Studiengänge (B.Sc., B.A., B.Ed. und LL.B.) und 16 Master-Programme (M.Sc., M.A., M.Ed., LL.M., M.B.A. und M.C.B.L.) an, ferner zehn Lehramts-Studiengänge und das Staatsexamen für Juristen.

### Fakultät für Betriebswirtschaftslehre
Mit ca. 3975 Studierenden – davon etwa jeder fünfte aus dem Ausland – ist die 1969 gegründete Fakultät für Betriebswirtschaftslehre die größte Fakultät an der Universität. Die Fakultät für Betriebswirtschaftslehre gehört mit etwa acht Bewerbern auf einen Studienplatz zu den kompetitivsten Studiengängen des Landes. Die Professoren Christian Homburg und Martin Weber belegten die ersten Plätze der forschungsbezogenen Handelsblatt-Rangliste aller (ca. 1000) BWL-Professoren an deutschen Universitäten. Der Studiengang Mannheim Master in Management belegt den 14. Platz im internationalen Masters in Management 2012 Ranking der Financial Times. Zu der Fakultät gehören 31 Lehrstühle sowie die Institute für Marktorientierte Unternehmensführung (imu), das Institut für Mittelstandsforschung (ifm) und das Institute of Banking and Finance. Im März 2000 erhielt sie die Akkreditierung von AACSB International, im Juni 2004 die Akkreditierung von EQUIS. Neben den klassischen Studiengängen bietet die zur Fakultät gehörende Mannheim Business School den Aufbaustudiengang Master of Business Administration (MBA) an. Seit dem 11. März 2008 ist die betriebswirtschaftliche Fakultät in Mannheim auch durch die britische Association of MBAs (AMBA) akkreditiert und besitzt somit als erste deutsche Hochschule die so genannte „Triple Crown“ (AACSB, EQUIS und AMBA). 74 Hochschulen weltweit sind derzeit mit diesem dreifachen Gütesiegel ausgezeichnet.

### Philosophische Fakultät
Die mit ca. 3050 Studierenden zweitgrößte Fakultät an der Universität bietet mit einer Vielzahl von Bachelor-, Master- und Lehramt-Studiengängen das größte Lehrangebot. Dabei kooperiert sie mit der Universität Heidelberg sowie mit den anderen Fakultäten an der Universität Mannheim, insbesondere in den wirtschafts- und sozialwissenschaftlichen Bereichen.
Die Philosophische Fakultät beheimatet das Historische Institut, die Philosophie, die Seminare für Sprach- und Literaturwissenschaften sowie die Medien- und Kommunikationswissenschaft.
Das Rektorat plante die Philosophische Fakultät im Zuge der Struktur- und Entwicklungsplanung aufzulösen und die Fachbereiche auf die Fakultät für Rechtswissenschaft und Volkswirtschaftslehre (Historisches Institut) und die Fakultät für Sozialwissenschaften (übrige Bereiche) zu verteilen. Das Rektorat stieß hierbei auf breiten Widerstand. Auch hierauf folgende Pläne von November 2007, die philosophische mit der sozialwissenschaftlichen Fakultät zu einer Großfakultät mit zwei eigenständigen Abteilungen umzustrukturieren, wurden nicht durchgesetzt. Heute zeichnet sich die philosophische Fakultät durch die Möglichkeit aus, in dem Studiengang Kultur und Wirtschaft eines ihrer Studienfächer als Hauptfach mit fundierten wirtschaftswissenschaftlichen Kenntnissen zu verbinden.

### Fakultät für Rechtswissenschaften und Volkswirtschaftslehre

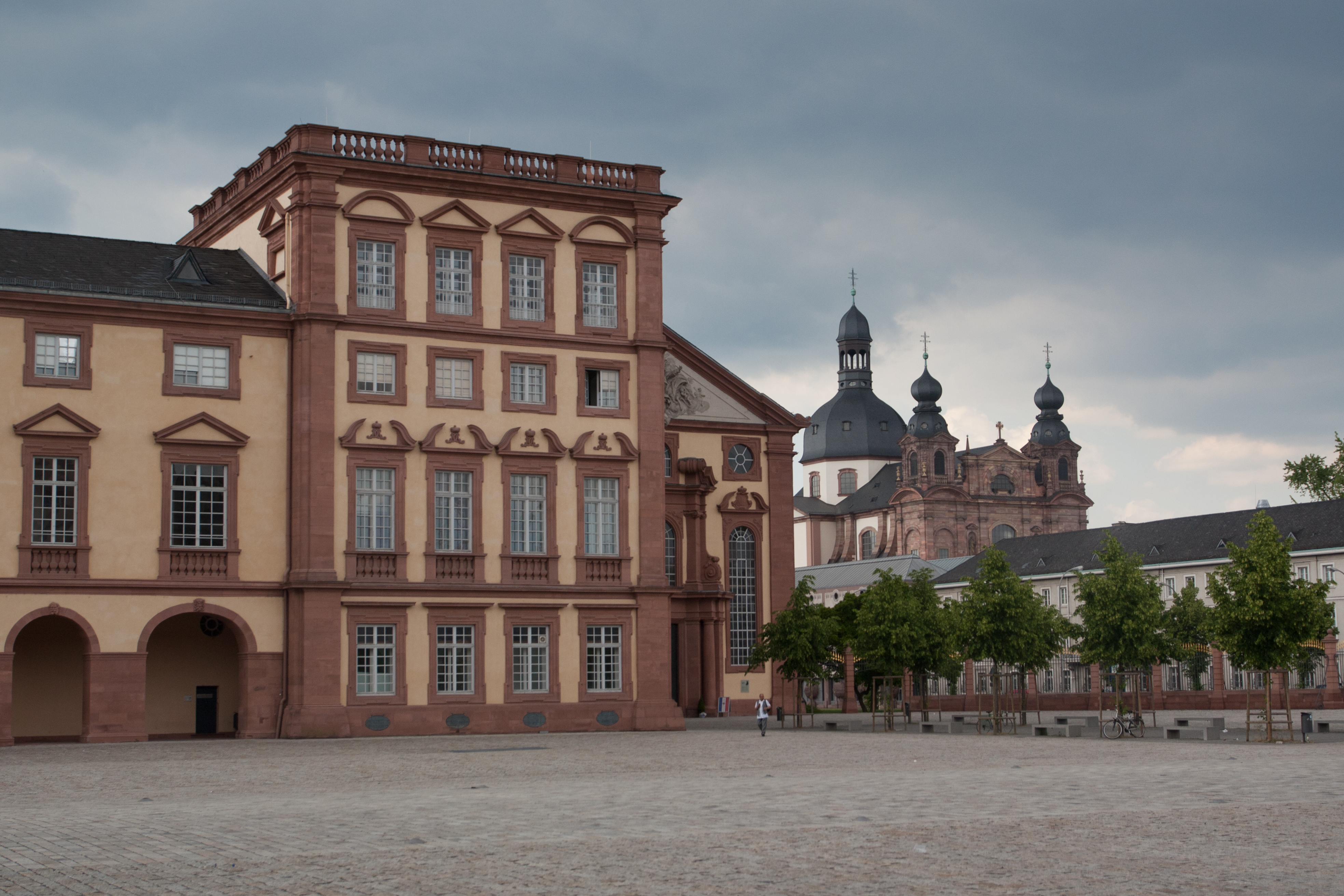
Abteilung für Rechtswissenschaft im Westflügel des Barockschlosses

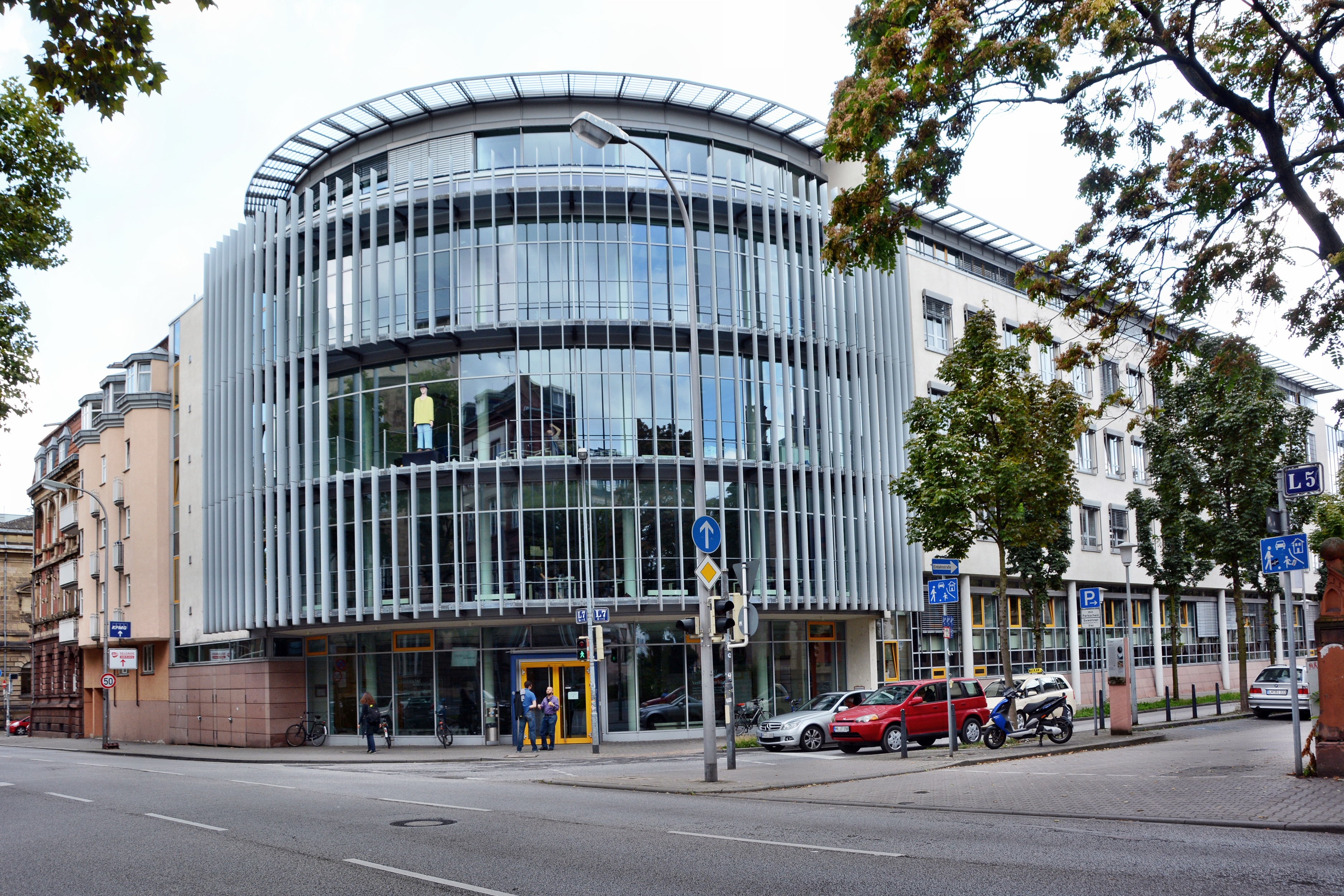
Abteilung für Volkswirtschaftslehre im Quadrat L7

Die ehemals eigenständigen Fakultäten für Volkswirtschaftslehre und für Rechtswissenschaften wurden 2004 in einer Fakultät mit zwei Abteilungen zusammengefasst.

#### Abteilung Rechtswissenschaften
Die Abteilung Rechtswissenschaft erstreckt sich über die Gebiete des Zivilrechts, des öffentlichen Rechts und des Strafrechts. In der Abteilung Rechtswissenschaften waren 2017 ungefähr 1460 Studierende eingeschrieben. Der Schwerpunkt der Forschung liegt im Bereich Wirtschaftsrecht und ist durch eine intensive Verzahnung mit dem Bereich BWL (insbesondere: Marketing, Management, Tax, Accounting, Human Resources) gekennzeichnet.
Seit Herbst 2008 bietet Mannheim als erste deutsche Universität einen Bachelorabschluss namens Unternehmensjurist/in Universität Mannheim LL.B. an, der mit weiterführendem Studium auch zum ersten Staatsexamen ausgebaut werden kann. Im bereits berufsqualifizierenden Bachelorstudium wird das komplette Zivilrecht und öffentliches Wirtschaftsrecht behandelt. Ein Drittel des Studienzeit beinhaltet wirtschaftswissenschaftliche Fächer, die von der Fakultät für Betriebswirtschaftslehre angeboten werden. Nach dieser Grundausbildung erfolgt eine Spezialisierung in den Bereichen Human Resources oder Tax and Accounting. Der Bachelorabschluss beinhaltet bereits die zivilrechtlichen Klausuren des ersten Staatsexamens. Diese können im Rahmen des viersemestrigen Aufbaustudiengangs, welcher das öffentliche Recht und Strafrecht abdeckt, „abgeschichtet“ werden. Nach dem Aufbaustudiengang müssen zur Erlangung des ersten Staatsexamens also lediglich die strafrechtlichen und öffentlich-rechtlichen Klausuren abgelegt werden. Der Studiengang Unternehmensjurist/in Universität Mannheim LL.B. ermöglicht es in Deutschland erstmals, einen Bachelorabschluss zu erhalten, der es dem Absolventen erlaubt, neben einem unmittelbaren Einstieg in den Beruf das Studium mit dem klassischen Studium der Betriebswirtschaftslehre (Master), einem weiterführenden juristischen Studium mit dem Schwerpunkt Wirtschaftsrecht (Master of Law) oder der klassischen deutschen Juristenausbildung, dem Staatsexamen, fortzuführen. Ferner sind die besten 5 % des Jahrgangs bereits mit dem Bachelor promotionsberechtigt. Der klassische Staatsexamensstudiengang wurde im Herbstsemester 2009 abgeschafft.
Als weiterführenden Abschluss bietet die Abteilung einen Master of Laws (LL.M.) an, mit wahlweiser steuerrechtlicher oder arbeitsrechtlicher Vertiefung und einem verpflichtenden Auslandssemester. Erstmals ab dem Herbstsemester 2017 beginnt der Studiengang zum Master of Laws (LL.M.) im Wettbewerbs- und Regulierungsrecht. Ferner bietet die Universität Mannheim in Kooperation mit der australischen University of Adelaide einen gemeinsamen Masterstudiengang zum Erwerb des Master of Comparative Business Law (M.C.B.L.).
Forschung und Praxistransfer werden durch eine Reihe von Instituten unterstützt, darunter das Institut für Unternehmensrecht (IURUM), das Institut für Versicherungswissenschaft, das Institut für Deutsches, Europäisches und Internationales Medizinrecht, Gesundheitsrecht und Bioethik (IMGB), das Zentrum für Insolvenz und Sanierung (ZIS), das Interdisziplinäre Zentrum für Geistiges Eigentum (IZG), das Zentrum für Unternehmensnachfolge (zentUma) sowie das Institut für Transport- und Verkehrsrecht (ITVR). Namhafte Professoren der Abteilung sind insbesondere Georg Bitter im Insolvenzrecht, Carsten Schäfer im Gesellschaftsrecht und Jochen Taupitz im Medizinrecht.

#### Abteilung Volkswirtschaftslehre
Die Abteilung Volkswirtschaftslehre zählt zu den führenden VWL-Fakultäten in Deutschland und Europa. Im Jahr 2017 wurde sie, wie auch in den Jahren 2011 und 2013, vom Handelsblatt zur forschungsstärksten volkswirtschaftlichen Fakultät in Deutschland gekürt. Das Times Higher Education World University Ranking führt die Mannheimer VWL auf Platz 1 in Deutschland, Platz 8 unter den europäischen Universitäten und Platz 33 weltweit auf. Auch im QS World University Ranking belegt die Universität Mannheim den Spitzenplatz in Deutschland als einzige deutsche Abteilung in den Top 50 im Bereich Economics & Econometrics.
Im Frühjahrssemester 2019 waren rund 650 Studierende im Bachelor- und rund 160 im Masterstudiengang VWL eingeschrieben. An der Abteilung forschen und lehren 22 Professoren auf den Gebieten der Makro- und Mikroökonomie, Finanzwissenschaft, Wirtschaftspolitik, Ökonometrie und Internationaler Ökonomie, hinzu kommen mehrere Juniorprofessuren, Privatdozenten, akademische Räte, Mitarbeiter und Lehrbeauftragte. Auch die Lehrstühle für Wirtschaftsgeschichte und Statistik sind an der Abteilung Volkswirtschaftslehre angesiedelt.
In Anlehnung an die angelsächsische Postgraduiertenausbildung wurde die traditionelle Lehrstuhlpromotion durch ein dreijähriges strukturiertes Doktorandenprogramm ersetzt. Hierfür wurde das Center for Doctoral Studies in Economics (CDSE) an der Graduate School of Economic and Social Sciences (GESS) eingerichtet, das im Rahmen der bundesweiten Exzellenzinitiative gefördert wird. Das CDSE unterhält eine Partnerschaft und ein Austauschprogramm mit der Yale University und ist Teil des European Network for Training in Economic Research (ENTER), einer Initiative der führenden volkswirtschaftlichen Abteilungen Europas. Dieser gehören neben der Universität Mannheim als einzige deutsche Universität die Universitat Autonoma de Barcelona, Université Libre de Bruxelles, University College London, Universidad Carlos III de Madrid, Stockholm School of Economics, Universiteit van Tilburg und die Université de Toulouse 1 an. Neben ENTER ist die Abteilung Volkswirtschaftslehre in drei Forschungsnetzwerke der EU involviert und stellt acht Research Fellows am Center for Economic Policy Research, London. Des Weiteren werden Kooperationen mit dem ifo-Institut, ZEW – Leibniz-Zentrum für europäische Wirtschaftsforschung, GESIS – Leibniz-Institut für Sozialwissenschaften, Mannheimer Zentrum für Europäische Sozialforschung (MZES) und dem Institut für Mittelstandsforschung unterhalten. Besonders ist auch das Abkommen mit der Universität Heidelberg, im Zuge dessen Studierende sich Kurse der jeweils anderen Universität im Spezialisierungsbereich anrechnen lassen können.
Mit dem Ziel, auch Externe an die Universität Mannheim zu holen, veranstaltet die Fachschaft VWL gemeinsam mit dem Dekanat jedes Semester eine Ringvorlesung. Vergangene Ringvorlesungen standen dabei unter den Leitthemen „Flucht & Migration“ (2016), „Soziale Ungleichheit“ (2016/17), „Plurale Ökonomik“ (2017), „Entwicklungsökonomik“ (2017/18), „The New Normal“ (2018), „Gesundheitsökonomik“ (2018/19) und „Umweltökonomie“ (2019). Für die Vorträge wurden namhafte Professoren, wie Hans-Werner Sinn und Lars Feld, Politiker, wie Dietmar Bartsch (Die Linke), der ehemalige Richter des Bundesverfassungsgerichts Udo Di Fabio, sowie Praktiker aus Organisationen, wie OECD, Weltbank, UNO, EZB, EU-Kommission, Bundesbank, GIZ und KfW gewonnen.

### Fakultät für Sozialwissenschaften

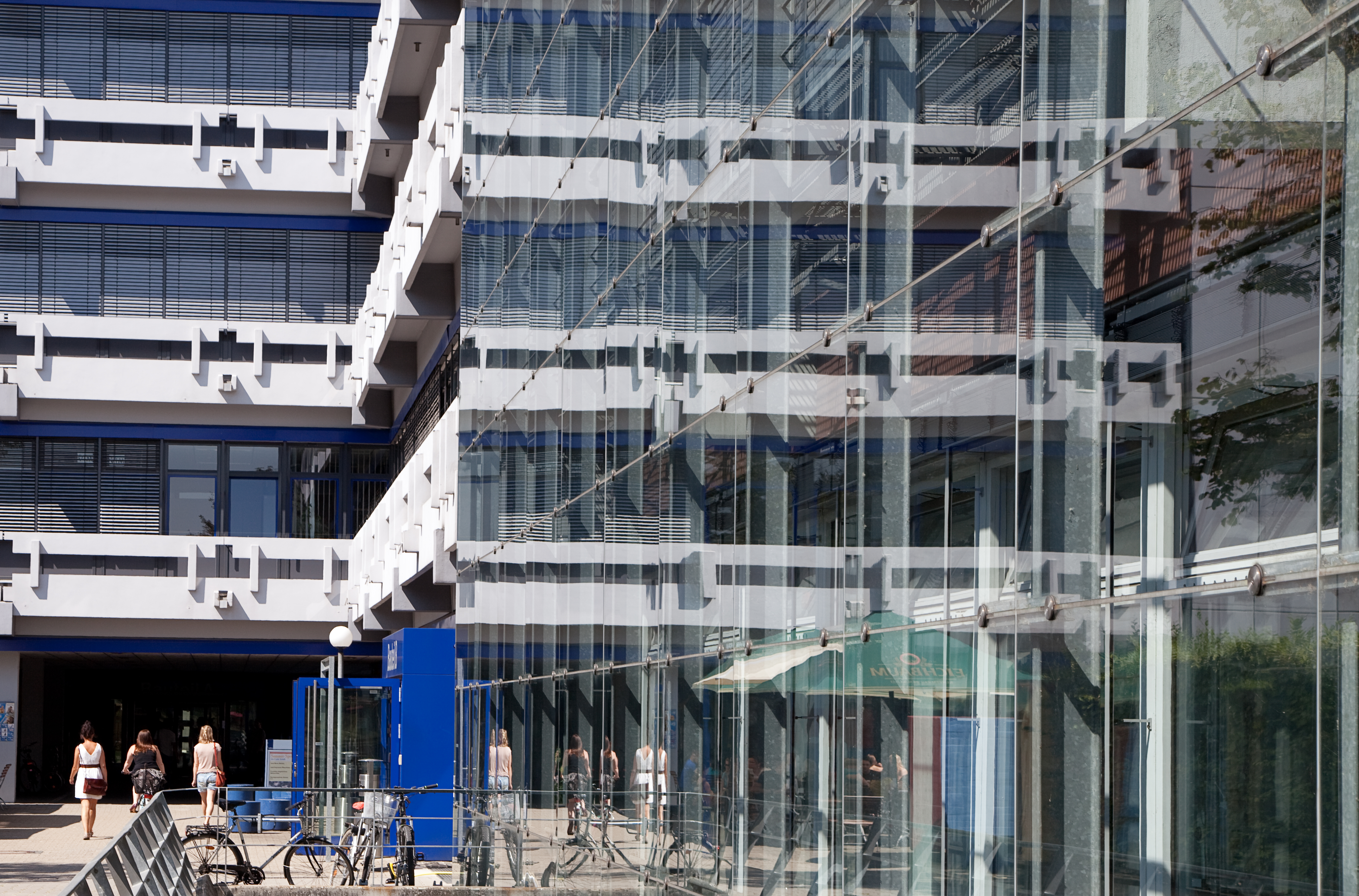
Fakultät für Sozialwissenschaften im Quadrat A 5

Rund 1600 Studierende studieren an der Fakultät für Sozialwissenschaften. Sie werden dabei von 38 Professoren sowie 93 Mitarbeitern im wissenschaftlichen Dienst unterrichtet. Die Fakultät beinhaltet die Fachbereiche Soziologie, Politikwissenschaften und Psychologie. Der Fachbereich Erziehungswissenschaft wurde durch Umwidmung der Professuren aufgehoben. In zahlreichen Rankings belegen die einzelnen Fächer der Fakultät im internationalen wie nationalem Vergleich immer wieder Spitzenpositionen.

### Fakultät für Wirtschaftsinformatik und Wirtschaftsmathematik

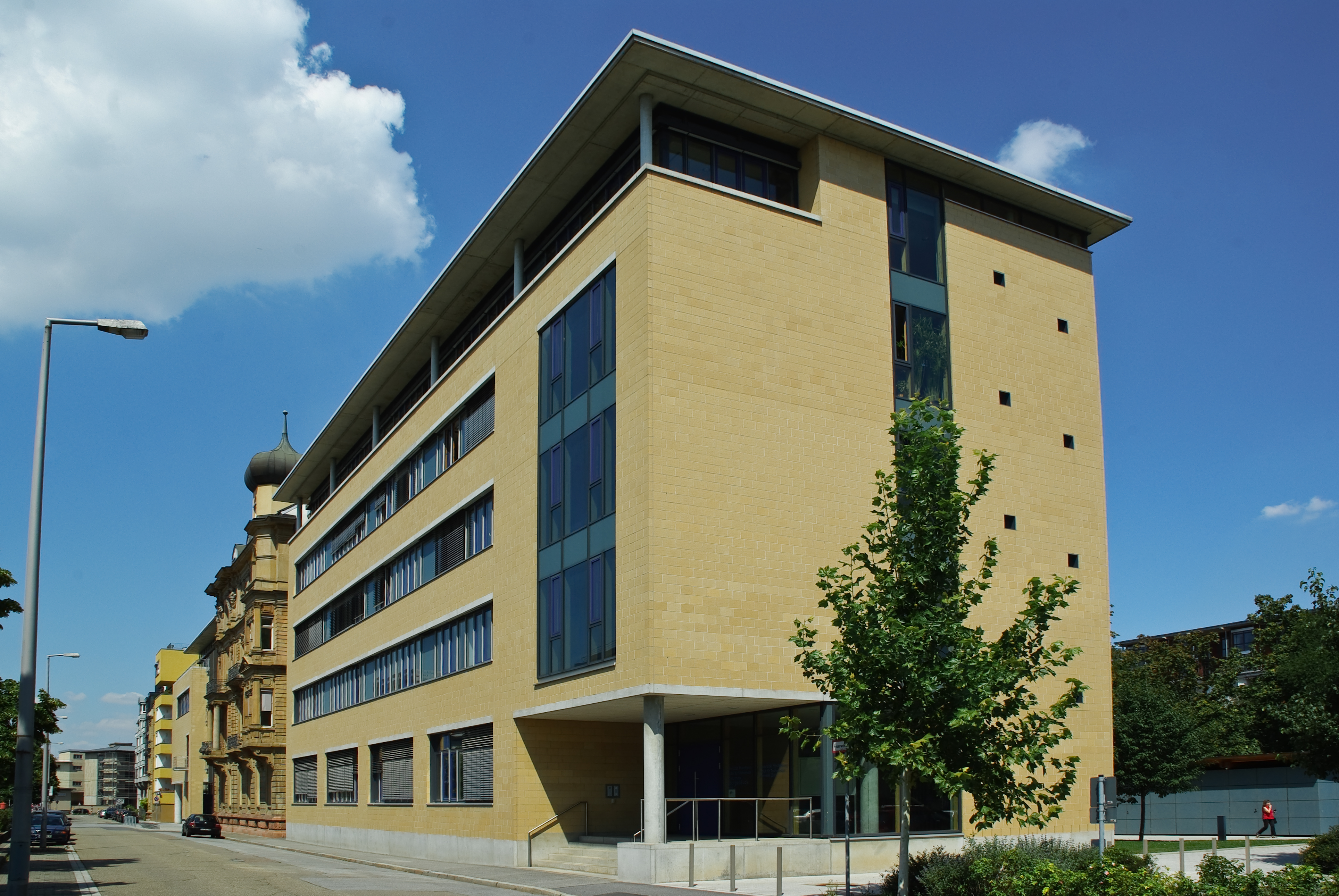
Fakultät für Wirtschaftsmathematik und Wirtschaftsinformatik im Quadrat B6

Die Fakultät für Wirtschaftsinformatik und Wirtschaftsmathematik ist die jüngste Fakultät der Universität. Diese ist im Frühjahr 2011 aus der vormaligen Fakultät für Mathematik und Informatik hervorgegangen. Die wirtschaftswissenschaftliche Neuausrichtung beruht auf dem sogenannten kleinen Fächertausch mit der Universität Heidelberg und der Profilbildung der Universität Mannheim, auf die sich die Hochschulgremien bereits 2007 verständigt hatten. Die Universität Mannheim hatte damals die Technische Informatik an Heidelberg abgegeben, um im Gegenzug die Wirtschaftsinformatik zu stärken. Dieser Fächertausch war in Mannheim stark umstritten. Die Fakultät verfügt heute über 22 Professuren, davon vier Juniorprofessuren, die rund 1050 Studierende ausbilden. Neben den Bachelor- und Masterstudiengängen Wirtschaftsinformatik und Wirtschaftsmathematik bietet die Fakultät auch Mathematik und Informatik für Lehramtsstudierende sowie einen Master in Data Science und einen Master in Mathematik an, außerdem seit dem Herbstsemester 2024 auch einen Master in Social Data Science.

## Universitätsbibliothek

Die Universitätsbibliothek Mannheim dient der Literaturversorgung und Informationsvermittlung für Forschung, Lehre, Studium und Weiterbildung der Universität und weist einen Bibliotheksbestand von 2,2 Millionen Medien auf. Darüber hinaus steht sie den Bürgern, Behörden und Unternehmen der Stadt und der näheren Umgebung zur Benutzung offen. Sie nimmt am internationalen und deutschen Leihverkehr teil. Die Bereiche der Universitätsbibliothek Mannheim verteilen sich auf den Mittelbau des Schlosses (Geschichte, Rechtswissenschaft und Volkswirtschaftslehre), dem Schneckenhof (Betriebswirtschaftslehre) und die Quadrate A 3 (Anglistik, Erziehungswissenschaften, Philosophie, Psychologie, Romanistik, Sprach- und Literaturwissenschaft) und A 5 (Sozialwissenschaften, Mathematik und Informatik).

## Forschung
Das Profil der Universität spiegelt sich in den Forschungsleistungen wider. In den Wirtschafts- und Sozialwissenschaften gehört Mannheim zu den besten Forschungszentren in Deutschland. Die Rechts- und Geisteswissenschaften sowie Mathematik und Informatik betreiben ebenfalls Forschung auf sehr hohem Niveau und können sich durch Schwerpunktsetzungen bundesweit sehr gut positionieren. Alle Disziplinen wirken dabei an der Erarbeitung zentraler Mannheimer Forschungsthemen zusammen, etwa zu den Themen Entscheidungen, Governance, Migration und Integration oder Spracherwerb.

### Wissenschaftliche Einrichtungen (Auswahl)
- Graduate School of Economics and Social Sciences (GESS)
- Mannheim Business School (MBS)
- Mannheimer Zentrum für Europäische Sozialforschung (MZES)
- Mannheimer Zentrum für Empirische Mehrsprachigkeitsforschung (MAZEM)
- Institut für Mittelstandsforschung (ifm)
- Institut für Unternehmensrecht (IURUM)
- Institut für Versicherungswissenschaft
- Institut für Transport- und Verkehrsrecht (ITVR)
- Institut für Deutsches, Europäisches und Internationales Medizinrecht, Gesundheitsrecht und Bioethik (IMGB)
- Zentrum für Insolvenz und Sanierung (ZIS)
- Interdisziplinäres Zentrum für Geistiges Eigentum (IZG)
- Otto-Selz-Institut für angewandte Psychologie (OSI)
- SFB 884: Politische Ökonomie von Reformen
- SFB 504: Rationalitätskonzepte, Entscheidungsverhalten und ökonomische Modellierung
- SFB / Transregio 15: Governance and the efficiency of economic systems (GESY) – Zusammen mit der FU Berlin, HU Berlin, Universität Bonn und der LMU München

### Im Umfeld der Universität
- GESIS – Leibniz-Institut für Sozialwissenschaften (GESIS)
- Institut für Deutsche Sprache (IDS)
- Zentrum für Europäische Wirtschaftsforschung (ZEW)
- Zentralinstitut für Seelische Gesundheit (ZI)
- Zentrum für Insolvenz und Sanierung (ZIS)

## Stipendiensystem
Im Jahr 2007 baute die Universität als eine der ersten deutschen Hochschulen ein eigenes Stipendiensystem auf. 2011 wurden die sogenannten „Mannheimer Stipendien“ durch Deutschlandstipendien ersetzt. Eine Besonderheit im deutschsprachigen Raum sind bis heute das „Mannheimer Sportstipendium“, das Spitzensportlern hilft Studium und Spitzensport zu koordinieren, und das „Bronnbacher Stipendium“, das künftigen Führungskräften kulturelle Kompetenz vermittelt. Seit 2017 hilft das Chancen-Stipendium insbesondere internationalen Studierenden in finanzieller Not.

## Partneruniversitäten (Auswahl)
Die Universität unterhält Kooperationen und gemeinsame Austauschprogramme unter anderem mit folgenden internationalen Partnerhochschulen:
- Carnegie Mellon University
- Copenhagen Business School
- ESSEC
- HEC Paris
- Instituto de Empresa
- Johns Hopkins University
- Keiō-Universität
- Korea University
- Manchester Business School
- McGill University
- Nationaluniversität Singapur
- Peking University
- Queen Mary, University of London
- Rice University
- Sciences Po
- Seoul National University
- Tsinghua-Universität
- Universität Navarra
- Universität St. Gallen
- Universität Tokio
- University College London
- University of California, Berkeley
- University of Edinburgh
- University of Queensland
- University of Toronto
- University of Washington
- Warwick Business School
- Wirtschaftsuniversität Luigi Bocconi
- Yale University
- Yonsei University

## Studentische Gruppen und Initiativen (Auswahl)
- 180 Degrees Consulting Mannheim e. V.
- AEGEE Mannheim
- AIESEC Mannheim
- Amnesty International
- Arbeitskreis Börse – Studenten der Universität Mannheim
- Fachschaft Wirtschaftspädagogik[64]
- Artes Liberales e. V. – Förderverein für Studierende der Geistes- und Sozialwissenschaften
- AStA Universität Mannheim
- bdvb (Bundesverband Deutscher Volks- und Betriebswirte) – Hochschulgruppe Mannheim
- Burschenschaft Germania im SB zu Mannheim
- Corps Rheno-Nicaria Mannheim
- Die LISTE Uni Mannheim – Liste für Individualethik, Studium, Tierliebe und Eschatologie
- ELSA-Mannheim e. V. – The European Law Students’ Association
- Enactus Mannheim
- Fachschaft BWL (Betriebswirtschaftslehre)[65]
- Fachschaft Geschichte und Altertumswissenschaften (FGA)[66]
- Fachschaft Jura
- Fachschaft MKW (Medien- und Kommunikationswissenschaften)
- Fachschaft SoPo (Sozial- und Politikwissenschaften)
- Fachschaft SpLit (Sprach- und Literaturwissenschaften)
- Fachschaft Psycho (Psychologie)
- Fachschaft VWL (Volkswirtschaftslehre)
- FIM (Fachschaft für Informatik und Mathematik)
- CampusAktiv (Initiative für Service Learning)
- Infinity Mannheim e. V.
- INTEGRA e. V. – Studentische Unternehmensberatung
- IDEiAS e. V.[67]
- Juso-Hochschulgruppe
- LHG – Liberale Hochschulgruppe Mannheim
- Mannheim Debating Union e. V.
- Mannheim Finance & Controlling Club e. V. (MFCC)
- Mannheim Forum[68]
- Mannheim Investment Club e. V.
- MTP – Marketing zwischen Theorie und Praxis e. V.
- MARKET TEAM e. V. Mannheim
- MUN – Model United Nations Mannheim e. V.
- Plurale Ökonomik Mannheim e. V.
- POLImotion e. V. – unabhängige und überparteiliche Studenteninitiative
- PRO BONO Mannheim – Studentische Rechtsberatung e. V.[69]
- Projekt.Ausbildung – Hilfe bei der Ausbildungsplatzsuche e. V.
- Q-Summit an der Universität Mannheim e. V.
- RadioAktiv (Campusradio)
- Ring Christlich-Demokratischer Studenten (RCDS)
- Studenten für Christus Mannheim (SfC)
- Studentenmission Deutschland in Mannheim (SMD)
- sneep (Studentisches Netzwerk für Wirtschafts- und Unternehmensethik)[70]
- SICoR (Studierendeninitiative Club of Rome)
- thinc! e. V. – Studentische Initiative für Entrepreneurship
- UNICEF-Hochschulgruppe Mannheim
- uniMAgazin e. V.
- Uni Spirit
- VaPassion e. V.
- VDE Hochschulgruppe Mannheim
- VISUM e. V. – Verein Internationaler Studentenpatenschaften an der Universität Mannheim (ESN Mannheim)
- vinUM Mannheim

## Bekannte Persönlichkeiten
- Liste der Persönlichkeiten der Universität Mannheim